# Yulong

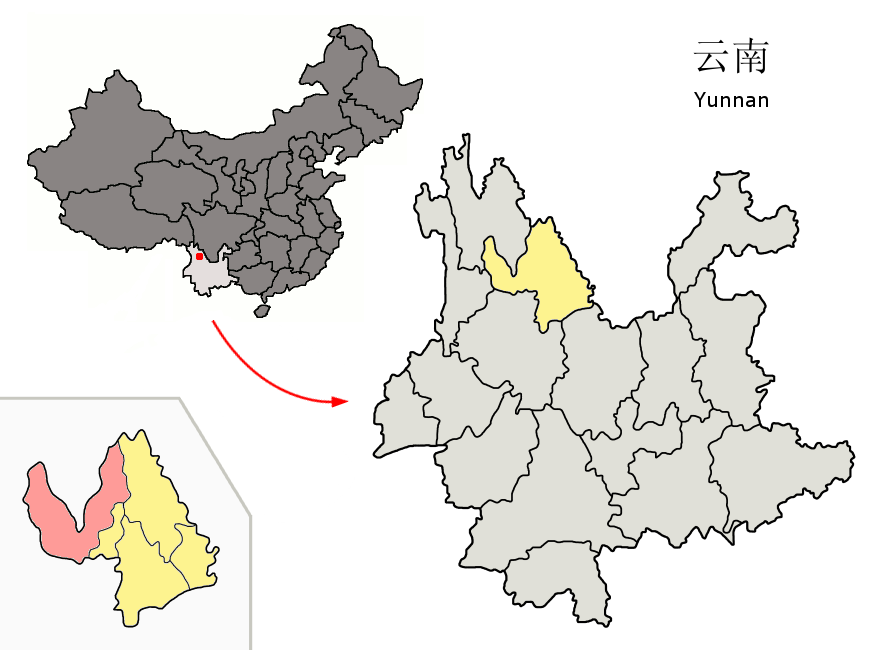
Lage von Yulong (rosa) in der bezirksfreien Stadt Lijiang

Der Autonome Kreis Yulong der Naxi (玉龙纳西族自治县,  Yùlóng Nàxīzú Zìzhìxiàn; kurz: 玉龙县,  Yùlóng Xiàn) ist ein autonomer Kreis der Naxi der bezirksfreien Stadt Lijiang in der chinesischen Provinz Yunnan. Er hat eine Fläche von 6.195 km² und zählt 224.039 Einwohner (Stand: Zensus 2020). Sein Hauptort ist die Großgemeinde Huangshan (黄山镇).
Dabaoji-Palast und Liuli-Halle (大宝积宫与琉璃殿,  Dabaoji gong yu Liuli dian) und die Steinstadt Baoshan (宝山石头城,  Baoshan shitou cheng) stehen seit 1996 bzw. 2006 auf der Liste der Denkmäler der Volksrepublik China.

## Administrative Gliederung
Auf Gemeindeebene setzt sich der autonome Kreis aus sieben Großgemeinden und neun Gemeinden (davon drei Nationalitätengemeinden) zusammen. Diese sind:
- Großgemeinde Huangshan (黄山镇)
- Großgemeinde Shigu (石鼓镇)
- Großgemeinde Judian (巨甸镇)
- Großgemeinde Baisha (白沙镇)
- Großgemeinde Lashi (拉市镇)
- Großgemeinde Fengke (奉科镇)
- Großgemeinde Mingyin (鸣音镇)
- Gemeinde Tai’an (太安乡)
- Gemeinde Longpan (龙蟠乡)
- Gemeinde Ludian (鲁甸乡)
- Gemeinde Tacheng (塔城乡)
- Gemeinde Daju (大具乡)
- Gemeinde Baoshan (宝山乡)
- Gemeinde Shitou der Bai (石头白族乡)
- Gemeinde Liming der Lisu (黎明傈僳族乡)
- Gemeinde Jiuhe der Bai (九河白族乡)